# Margarita Carrillo Arronte
Margarita Carrillo Arronte, es una chef, autora, conferencista y empresaria mexicana. Reconocida cocinera internacional, experta en gastronomía mexicana.

## Biografía
Margarita Carrillo Arronte es una chef mexicana, autora del libro: "México: The Cookbook" editado por Phaidon. Nació y creció en México. Estudió en la UNAM la carrera de Pedagogía. Ha dedicado una gran parte de su vida a la docencia. 
Ha representado a México en diferentes festivales gastronómicos en todo el mundo.
Chef ejecutiva de la G20 que se llevó a cabo en Los Cabos, Baja California Sur.
Actualmente es presentadora de su propia serie en el canal El Gourmet: Los favoritos de Margarita Carrillo, Puebla de Los Angeles, Un paseo por Oaxaca y La cocina de la piedra.

## Libros
Ha publicado dos libros.